# 松森駅
松森駅（まつもりえき）は、岐阜県美濃市松森にある、長良川鉄道越美南線の駅である。駅番号は10。
1999年（平成11年）3月31日限りで廃止された、名鉄美濃町線松森駅の代替として開設された駅である。

## 歴史
- 1999年（平成11年）4月1日：長良川鉄道が同日廃止となった名鉄美濃町線松森駅の代替駅として新設[1]。

## 駅構造

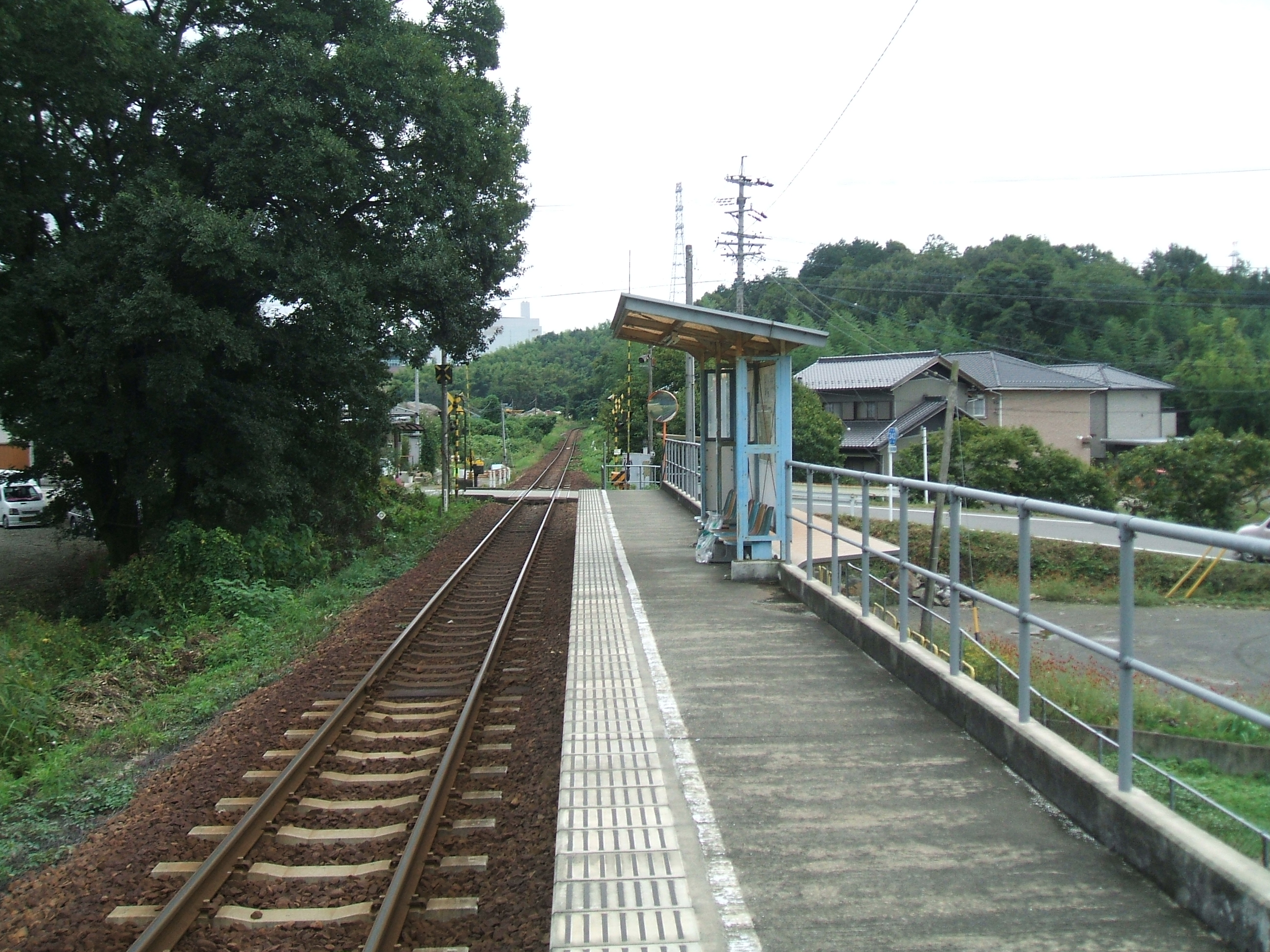
ホームより出入口方向を見る

単式ホーム1面1線を有する地上駅。ホーム美濃太田寄りに出入口がある。
無人駅。出入口横に駐輪場が設置されている。

## 利用状況
近年の1日平均乗降人員の推移は以下の通り。
- 1999年 - 119人
- 2000年 - 89人
- 2001年 - 76人
- 2002年 - 99人
- 2003年 - 88人
- 2004年 - 105人
- 2005年 - 75人
- 2006年 - 85人
- 2007年 - 78人
- 2008年 - 79人
- 2009年 - 68人
- 2010年 - 61人
- 2011年 - 76人
- 2012年 - 57人
- 2013年 - 42人

## 駅周辺
国道156号と県道343号の交差点から美濃IC周辺に、飲食店やショッピングセンター等が立ち並ぶ。
- 東海北陸自動車道 美濃IC
- 中濃総合庁舎
- 旧名鉄松森駅
- グリーンプラザ中濃
- 社会福祉法人松美保育園
- フェザー安全剃刀美濃工場
- サピーショッピングセンター
- オークワ 美濃インター店
- ジップドラッグ
- 岐阜県道343号富加美濃線
- 国道156号

## バス路線
- 美濃市乗り合わせタクシー「のり愛くん」

## 隣の駅
長良川鉄道
■越美南線
関下有知駅（9） - 松森駅（10） - 美濃市駅（11）